# Wolfgang Sperl

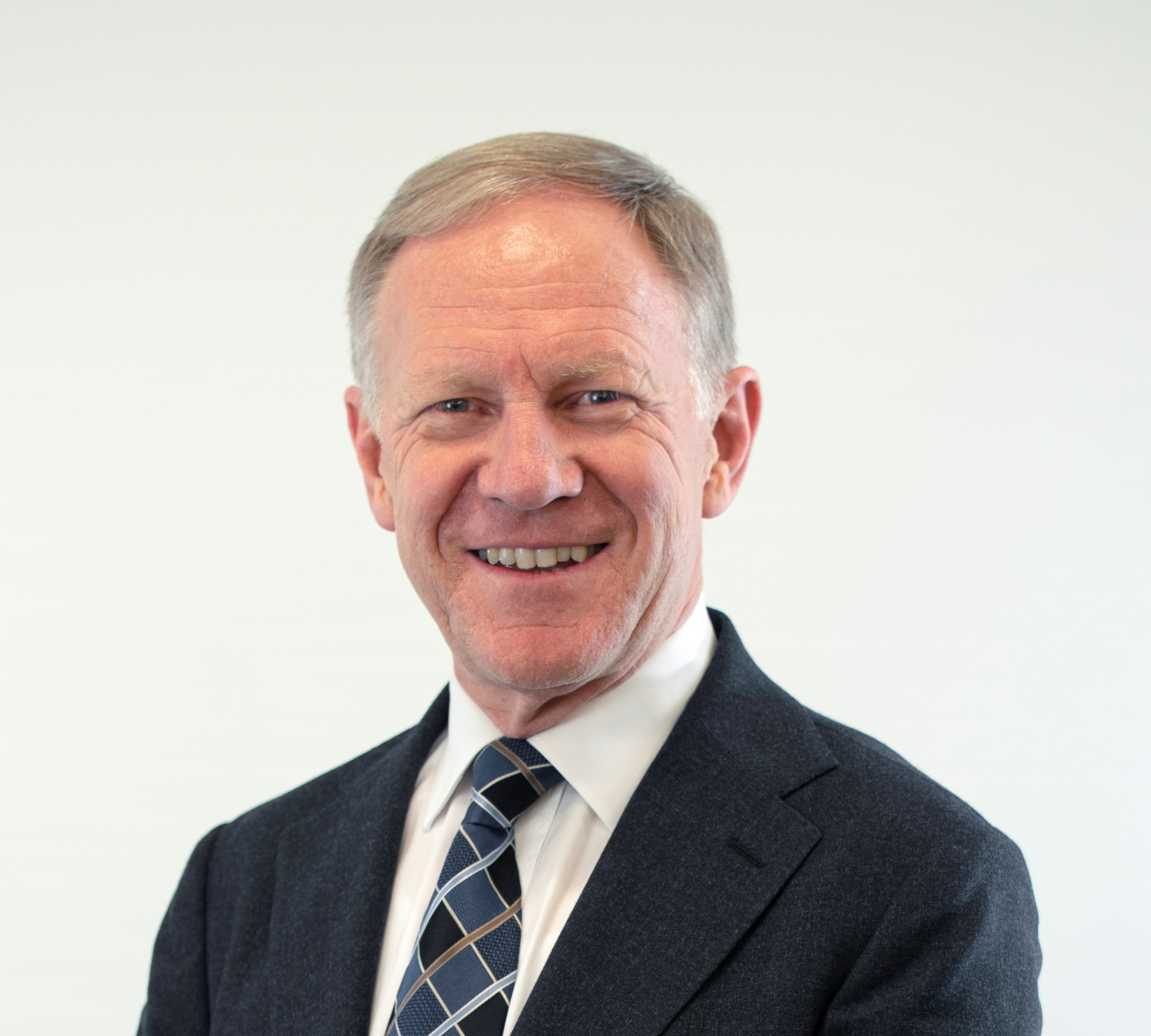
Wolfgang Sperl (2020)

Wolfgang Sperl (* 15. Mai 1956 in Linz) ist ein österreichischer Mediziner und Rektor der Paracelsus Medizinischen Privatuniversität in Salzburg. Er leitete bis Juni 2021 die Universitätsklinik für Kinder- und Jugendheilkunde in Salzburg und war außerdem Leiter des Zentrums für Kinder- und Jugendmedizin Salzburg.

## Leben
Sperl legte die Matura 1974 am Realistischen Gymnasium Linz ab. Anschließend absolvierte er ein Medizinstudium an der Universität Innsbruck und promovierte dort am 10. April 1981 sub auspiciis Praesidentis rei publicae. Ab 1981 erfolgte die Facharztausbildung für Pädiatrie an der Universitätsklinik für Kinder- und Jugendheilkunde mit Facharzt-Anerkennung 1987. Nach einem Erwin-Schrödinger-Stipendium zwischen 1988 und 1990 an der Universitätsklinik für Kinder- und Jugendmedizin an der Radboud-Universität Nijmegen promovierte er dort 1992 zum Ph.D. Im selben Jahr erfolgte die Habilitation zum Thema „Mitochondriale Enzephalomyopathien im Kindesalter“ an der Universitätsklinik für Kinder- und Jugendheilkunde in Innsbruck, 1998 die Ernennung zum Außerordentlichen Universitätsprofessor der Universität Innsbruck.
Ab 1996 war Sperl Vorstand der Abteilung für Kinder- und Jugendheilkunde an den Salzburger Landeskliniken, ab 2007 Professor für Pädiatrie am Universitätsklinikum der Paracelsus Medizinischen Privatuniversität Salzburg. Ab 2013 koordinierte er das Zentrum für Kinder- und Jugendmedizin am Uniklinikum Salzburg. Parallel zu dieser Funktion arbeitete er als ärztlicher Leiter der Sonderkrankenanstalt Kinderneurorehabilitation REKIZ. Ab 2010 war er Leiter des Referates für Rehabilitation im Kindes- und Jugendalter der Österreichischen Gesellschaft für Kindes- und Jugendheilkunde und war zwischen 2015 und 2018 deren Präsident. Seither war er als Vizepräsident der ÖGKJ tätig.
Ab 2015 war Sperl wissenschaftlicher Leiter des Universitätslehrgangs „Early Life Care“ der Paracelsus Medizinischen Privatuniversität und St. Virgil Salzburg. Am 1. Juni 2020 trat er als Rektor der Paracelsus Medizinischen Privatuniversität (Standorte Salzburg und Nürnberg) die Nachfolge des Gründungsrektors Herbert Resch an. Im Jänner 2025 wurde die Transplantationschirurgin Annemarie Weißenbacher vom Stiftungsrat zu seiner Nachfolgerin als Rektorin ab 2026 gewählt.

## Wissenschaftliche Schwerpunkte
Wissenschaftliche Schwerpunkte liegen in den Bereichen Diagnostik und Therapie von mitochondrialen Enzephalomyopathien im Kindes- und Jugendalter, Etablierung des Zentrums für Mitochondriale Diagnostik Salzburg-München, angeborene Stoffwechselstörungen, Prävention des plötzlichen Säuglingstodes, Mitglied in der Ernährungskommission der Österreichischen Gesellschaft für Kinder- und Jugendheilkunde.
Entwicklung eines assoziierten Zentrums für metabolische Erkrankungen mit Schwerpunkt Mitochondriopathien und lysosomale Speicherkrankheiten im Rahmen des European Reference Networks.
Sperl wirkt als wissenschaftlicher Berater im Bereich angeborene Stoffwechselstörungen in der Kinder- und Jugendrehabilitationseinrichtung Leuwaldhof in St. Veit im Pongau.

## Auszeichnungen
- 1991: Österreichische Gesellschaft für Kinder- u. Jugendheilkunde: Beste deutschsprachige Arbeit „Zur biochemischen Diagnostik seltener hereditärer Stoffwechselstörungen“
- 1992: Nestle-Alete Preis – „Postnatal development of pyruvate oxidation in quadriceps muscle of the rat“ und „Enzyme activities of the mitochondrial energy generating system in skeletal muscle tissue of preterm and fullterm neonates“
- 1994: Eduard-Wallnöfer Preis für das Vorsorgeprogramm zur Verhinderung des plötzlichen Säuglingstodes in Tirol
- 2021: Ehrenzeichen des Landes Salzburg[7]

## Schriften (Auswahl)
- Wolfgang Sperl, Peter Freisinger: Mitochondriopathien. In: Georg F. Hoffmann, Michael J. Lentze, Jürgen Spranger, Fred Zepp (Hrsg.): Springer Reference Medizin. Pädiatrie. Springer, Berlin, Heidelberg 2015, doi:10.1007/978-3-642-54671-6_76-1.
- Peter Freisinger, Wolfgang Sperl: Mitochondriale Erkrankungen im Kindes- und Jugendalter. In: Medizinische Genetik. Band 24, Nr. 3, 29. September 2012, ISSN 0936-5931, S. 162–168, doi:10.1007/s11825-012-0343-y.
- Wolfgang Sperl: Differenzialdiagnose Pädiatrie. Hrsg.: Wiebke Ahrens, Michael A. Baumann, Hansjosef Böhles, Jürgen H. Brämswig, Ulrich Brandl, Rolf E. Brenner, Dirk E. Müller-Wiefel. 4. Auflage. Elsevier, München 2018, ISBN 978-3-437-22532-1.